# Armonico (Luca Leoni)
Armonico è un album del cantante italiano Luca Leoni, pubblicato nel maggio del 2010. Contiene 12 canzoni inedite.. Nel brano Amore in chat duetta con Platinette e nel brano Chi non ha più niente, duetta con Alessandro Haber.. Ad anticipare l'album sono stati i singoli Mi sono accorto che e Amore in chat, uscito l'ultimo nel 2007. È stato presentato al Arci Casa 139
L'album è acquistabile sia solo con il CD o il CD allegato ad un libro, dal titolo Armonico - Dodici storie in dodici canzoni, che contiene sempre le tracce dell'album, ma racconta diverse storie su queste canzoni, scritte da diversi autori, con casa editrice Aereostella., l'unica canzone di cui non è stata scritta una storia è Mi sono accorto che. Il libretto rispetto all'album è uscito il 18 novembre., tra i scrittori delle storie, ci sono Alessandra Carnevali,  Elisa Mauro, Mimmo de Musso, Florindo Fago, Franco Zanetti, Trio Medusa, Paolo Grugni, Elena Di Cioccio,  Nicolai Lilin, Angelo Pannofino, Domenico Cocozza e lo stesso Leoni.
La copertina rappresenta una parte di Taranto.

## Tracce
1. Unica Per Sempre - 3.44
2. Mani in alto - 3.32
3. Armonico - 4.12
4. Mi sono accorto che - 3.20
5. Anima affamata - 3.14
6. L'estate del 2006 - 4.42
7. Scordami - 3.12
8. Scusami se - 4.20
9. Bisognerebbe - 4.37
10. Aria - 3.31
11. Amore in chat feat. Platinette - 3.46
12. Chi non ha più niente feat. Alessandro Haber - 5.00